# Alexander Wladimirowitsch Dolgow
Alexander Wladimirowitsch Dolgow (russisch Александр Владимирович Долгов; * 24. September 1998 in Woronesch) ist ein russischer Fußballspieler.

## Karriere

### Verein
Dolgow begann seine Karriere bei Lokomotive Moskau. Ab der Saison 2017/18 spielte er für das Farmteam Lokomotive-Kasanka Moskau in der drittklassigen Perwenstwo PFL. In zwei Spielzeiten für Kasanka kam er zu 42 Drittligaeinsätzen, in denen er 17 Tore erzielte. Zur Saison 2019/20 wechselte er zum Erstligisten FK Rostow. Sein Debüt in der Premjer-Liga gab er im August 2019, als er am siebten Spieltag jener Saison gegen Rubin Kasan in der Nachspielzeit für Alexander Saplinow eingewechselt wurde. Bis Saisonende kam er zu 15 Erstligaeinsätzen für Rostow.
Im Oktober 2020 wurde er an den Ligakonkurrenten FK Chimki verliehen. Während der Leihe kam er verletzungsbedingt nur sechsmal zum Einsatz. Zur Saison 2021/22 kehrte er zunächst nach Rostow zurück. Im September 2021 wurde er von Chimki dann fest verpflichtet. In der Saison 2021/22 kam er zu 13 Einsätzen in der Premjer-Liga. In der Saison 2022/23 absolvierte er 25 Spiele, mit dem Team stieg er aber aus dem Oberhaus ab.
Dolgow blieb allerdings der Premjer-Liga erhalten und wechselte zur Saison 2023/24 zum FK Fakel Woronesch. Bis zur Winterpause kam er neunmal für Woronesch in der Premjer-Liga zum Einsatz. Im Februar 2024 wechselte er nach Armenien zum FC Urartu Jerewan.

### Nationalmannschaft
Dolgow spielte im Juni 2019 drei Mal für die russische U-20-Auswahl.